# 세베르스탈 체레포베츠
세베르스탈 체레포베츠(러시아어: Северсталь Череповец)는 1955년 창단된 러시아 체레포베츠의 프로 아이스하키팀이다. 현재 콘티넨탈 하키 리그에 참가하고 있으며 홈구장은 트락토르 아이스 아레나이다.